# Hyacinthe van der Fosse
Hyacinthe Charles Guillaume Ghislain van der Fosse, né à Malines le 2 octobre 1770 et mort à Aix-la-Chapelle le 12 septembre 1834, est un homme politique et un fonctionnaire du royaume uni des Pays-Bas. Il est le frère du vicomte Alexandre van der Fosse et le gendre de Melchior Goubau d'Hovorst.

## Biographie

### Famille
Hyacinthe van der Fosse est le fils de Jean-Baptiste van der Fosse (1736-1797), écuyer et membre du grand conseil de Malines, et de Catherine comtesse de Respani (1738-1800), une descendante du peintre Pierre Paul Rubens. Écuyer comme son père, Hyacinthe se marie à trois reprises : 1) en 1794 avec Henriette de Kerpen, morte en 1795 après avoir donné le jour à une fille, Justine (1795-1860) ; 2) en 1804 avec Élisabeth de Beughem (1781-1809) et 3) en 1817 avec Léopoldine Goubau (1791-1841). Sa fille unique, célibataire, n'a pas laissé de descendance. 

### Carrière
Hyacinthe van der Fosse commence sa carrière comme fonctionnaire des Finances du Royaume uni des Pays-Bas, puis devient en 1815 directeur de l'enregistrement et des domaines.
Par sa nomination au Corps équestre du Brabant, il obtient une reconnaissance de noblesse par le Roi Guillaume Ier des Pays-Bas le 28 juin 1817 (et non pas le titre de vicomte qui ne fut octroyé qu'à son frère Alexandre van der Fosse). 
Il devient le 23 juillet 1817 bourgmestre de Bruxelles, seconde capitale du royaume uni des Pays-Bas, et exerce ce mandat jusqu'en 1820.
Il poursuit sa carrière politique en devenant membre du conseil d'État (1820-1825),  gouverneur de la Flandre occidentale en 1821, puis en 1823 gouverneur du Hainaut et enfin en 1828 de la province du Brabant méridional, fonction qu'il exerce jusqu'à la scission du royaume en deux États différents en 1830. Le 26 août 1830, lors de la révolution belge, sa maison est entièrement incendiée, ce qui le convainc de recréer la garde civile qui avait assuré l'ordre lors du départ des Français en 1814 sous le même commandant, à savoir le baron Emmanuel van der Linden d'Hooghvorst.